# جوانا کوو
جوانا کوو (فرانسوی: Johanna Kou‎؛ زادهٔ ۳۱ ژوئیهٔ ۱۹۷۵) بدمینتون‌باز زن اهل کالدونیای جدید-فرانسه است که در بازی‌های پاسیفیک، مسابقات قهرمانی تیمی زنان اقیانوسیه و مسابقات قهرمانی مختلط تیمی اقیانوسیه در مجموع برندهٔ ۶ مدال طلا، ۴ مدال نقره، ۹ مدال برنز شده‌است.